# Phelps (miasto w stanie Nowy Jork)
Phelps – miasto w Stanach Zjednoczonych, w stanie Nowy Jork, w hrabstwie Ontario.